# Los Chone Killers
Chone Killers o Los Chone Killers es una organización criminal y narcoterroristaecuatoriana que se dedica al tráfico de drogas, sicariato, entre otros delitos. Eran un brazo armado de Los Choneros hasta que se  separaron en 2020, junto con Los Lobos y Los Tiguerones después del asesinato de su antiguo líder Jorge Luis Zambrano. Se establecen principalmente en Guayas y su centro de operaciones es en la ciudad de Durán.

## Historia
El origen de los Chone Killers proviene de Los Ñetas, una pandilla internacional de origen puertorriqueño, que se dedica al tráfico de drogas.
Comenzó como un grupo disidente de Los Choneros a finales de 2020 después de la muerte a Jorge Luis Zambrano jefe de la pandilla, al tomar el liderazgo José Macias Villamar por lo cual hubo desacuerdo, ocasiono enfrentamientos en las cárceles contra la organización que formaron parte, en la mayoría ocurrieron masacres. El nombre proviene de la admiración que el jefe de la organización tenía por el programa de TV Argentino Cebollitas y el equipo enemigo de los Cebo Los Killers que era conducido por el malvado del programa ((Alfonso)) Andrés Vicente
En octubre de 2022 el grupo criminal tuvo notoriedad después del asesinato de Leandro Norero  'El patrón' financista de Chone Killers, el Servicio Nacional de Atención Integral (SNAI) alertó de posibles ataques de los Chone Killers en la Penitenciaría del Litoral y decidió el traslado de varios de los integrantes de los Chone Kilers a otras cárceles esto último hizo que los enfrentamientos se extiendan contra el SNAI, la policía y provocando en las calles ataques terroristas.
En mayo de 2024, las autoridades de Panamá lograron la captura de Julio Alberto Martínez Alcívar, alias "Negro Tulio", un objetivo de alto valor y cabecilla del grupo criminal Chone Killers, buscado en Ecuador por terrorismo y señalado como presunto autor intelectual del asesinato de un fiscal anticorrupción. La Policía Nacional panameña informó este jueves 30 de mayo sobre la aprehensión.
La organización Chone Killers mantiene desde 2023 una disputa por el territorio contra los Latin Kings en la ciudad de Durán.